# James Duffield Harding
James Duffield Harding, né en 1798 à Deptford et mort le 4 décembre 1863 à Barnes (Londres), est un peintre, aquarelliste et lithographe anglais.

## Biographie
Fils d'un artiste, il est lui-même attiré très tôt vers le dessin et la peinture, bien qu'il ait été plutôt destiné à des études juridiques. Aquarelliste et lithographe, il produit beaucoup de peintures à l'huile, principalement des paysages, et des aquarelles. Il participe aux expositions de la Royal Watercolour Society, dont il est associé en 1821, et membre de plein droit en 1822. Il pratique aussi l'enseignement et publie de nombreux livres où il développe ses théories. Il est notamment le professeur et l'ami de John Ruskin. Il commence la lithographie en 1820, quand il rencontre l'imprimeur Charles Hullmandel. Il réalise plusieurs recueils de lithographies, imprimés par Hullmandel : Sketches from home and abroad (1836). Voyageur, il réalise de nombreux dessins topographiques qu'il lithographie lui-même, illustrant des paysages, mais aussi des personnages et des costumes locaux (entre autres, dans les Pyrénées). Il contribue aux Voyages pittoresques et romantiques dans l'ancienne France, du baron Taylor et Charles Nodier (Languedoc), et ses œuvres sont exposées aux Salons de 1834 et 1835. Il a mis au point plusieurs techniques particulières, dont une impression en noir sur papier teinté rehaussé par une impression de « blanc de Chine », et une manière de dessin lithographique, appelée « lithotinte », dont les effets proviennent d'une brosse trempée dans de l'encre diluée, permettant d'obtenir des effets de lavis.
J.-D. Harding est réputé pour sa grande aisance dans le dessin, la sûreté de sa touche et l'élégance de ses esquisses de paysages, notamment dans le traitement des feuillages.

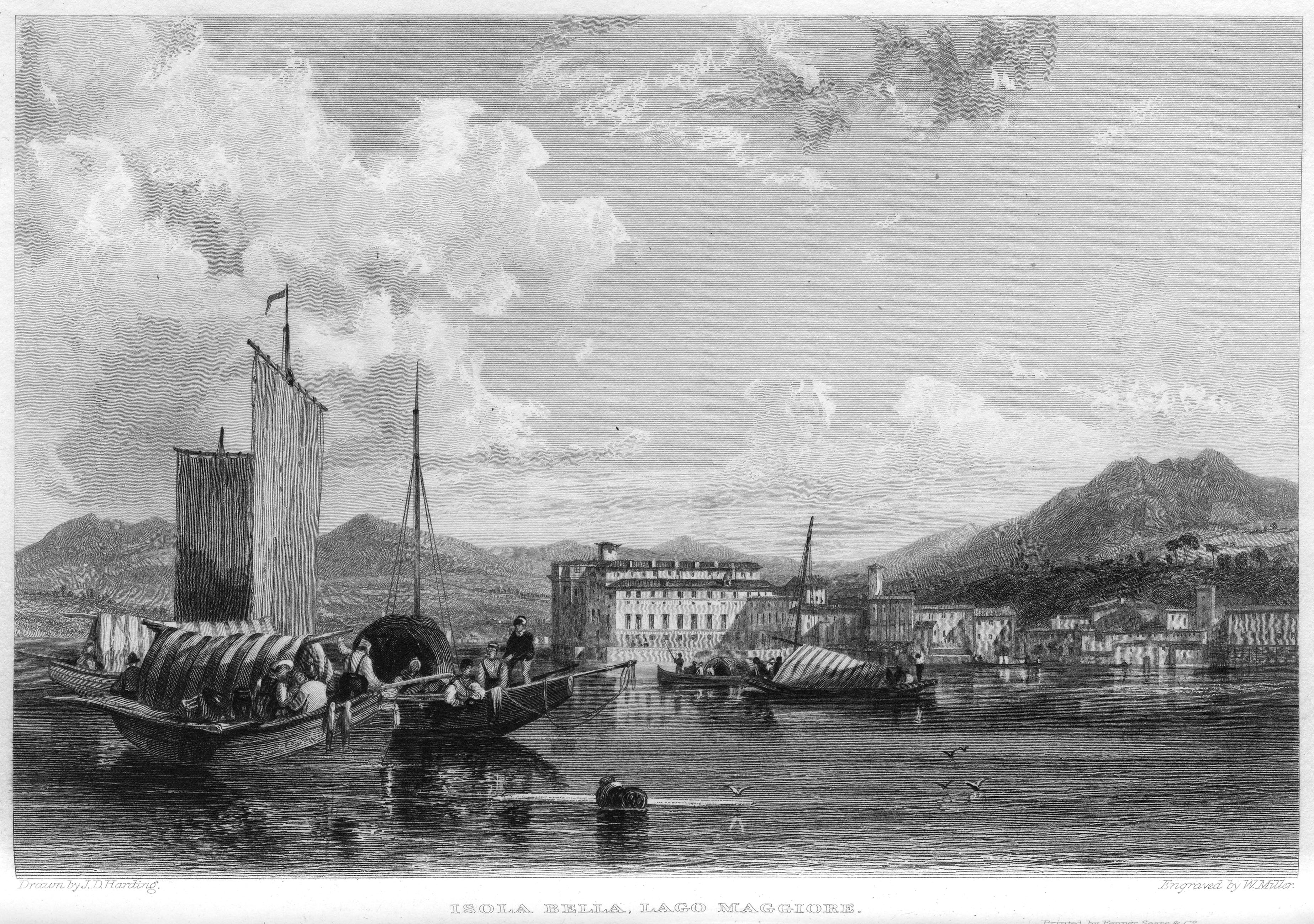
Isola Bella, lac Majeur, dessin de J.-D. Harding gravé par W. Miller (The Tourist in Italy, 1831)
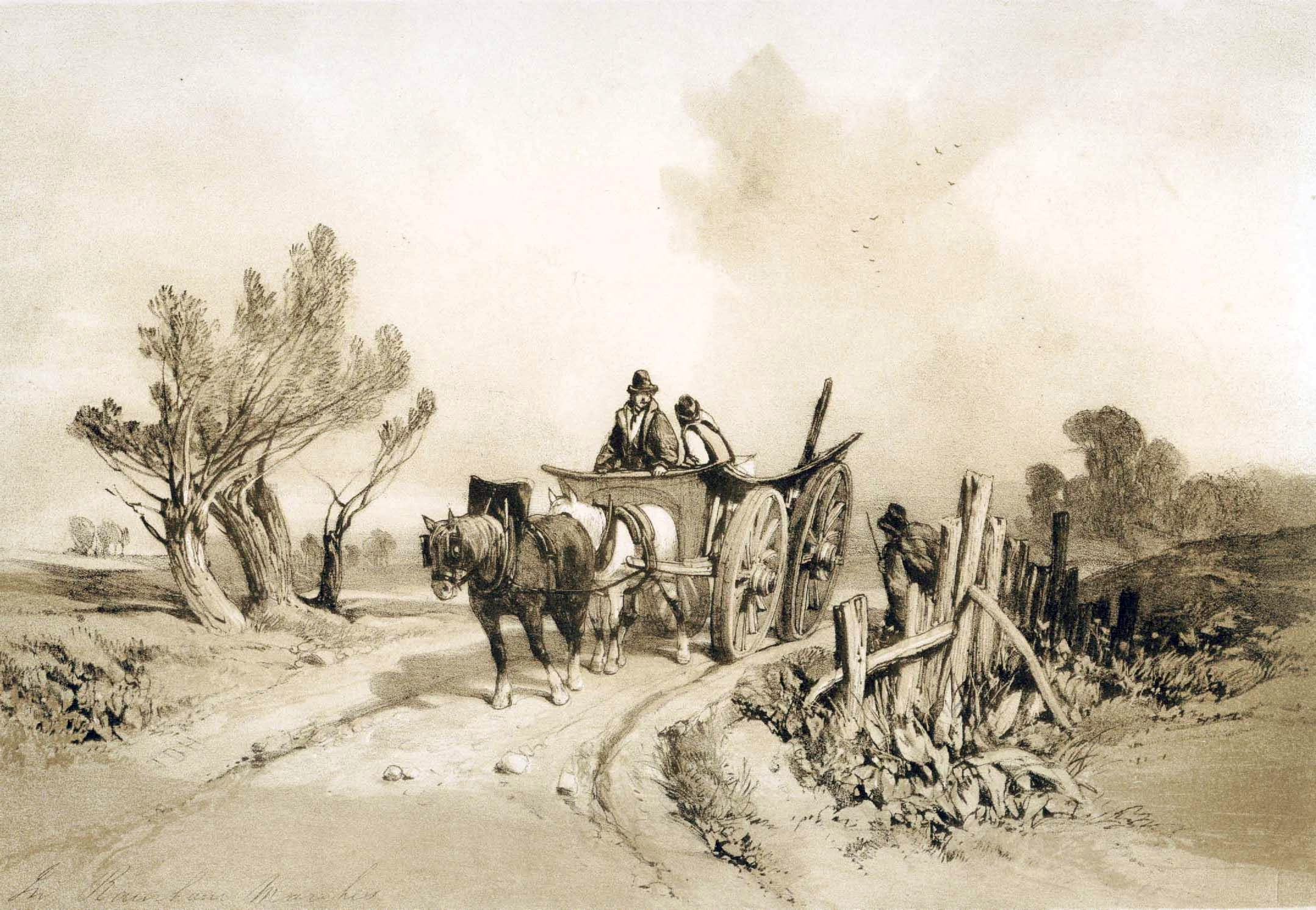
In Barnham Marshes, lithographie

## Publications
- The Tourist in Italy (1831)
- The Tourist in France (1834)
- Sketches at home and abroad (1836)
- The Park and the Forest (1841)
- The Principles and the Practice of Art (1845)
- Elementary Art (1846)
- Scotland Delineated in a Series of Views (1847)
- Lessons on Art (1849).